# Bröderna Cartwright
Bröderna Cartwright (engelska: Bonanza) är en amerikansk westernserie från 1959-1973 av David Dortort och Fred Hamilton. I huvudrollerna ses Lorne Greene, Pernell Roberts, Dan Blocker och Michael Landon. 
Totalt spelades 431 avsnitt in under 14 år. Bröderna Cartwright är därmed den westernserie som producerats och sänts under näst längst sammanhängande tid på TV, efter Krutrök. I nio år låg den i topp-5 av tittarsiffror för tv-serier i USA.

## Handling

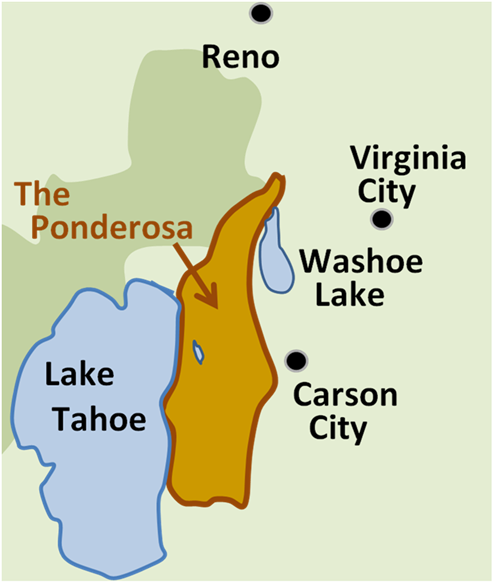
Karta som visar den fiktiva ranchens storlek och plats.

Serien handlar om familjen Cartwright, bestående av pappa Ben och de tre vuxna sönerna Adam, "Hoss" och "Little Joe", som alla bor på den stora ranchen Ponderosa, en fiktiv ranch belägen i bergskedjan Sierra Nevada vid Tahoesjön utanför Carson City och Virginia City, Nevada. Tillsammans ställs de ofta inför moraliska dilemman. Även om serien utspelas ungefär 100 år innan sändningsdatum vävde den in samtidsfrågor i handlingen, på ett sätt som inte var möjligt i serier som utspelade sig i samtiden utan att riskera klagomål eller att annonsköpare drog sig ur.

## Rollista i urval
| Lorne Greene    | – Ben Cartwright (417 avsnitt, säsong 1-14)                         |
| Pernell Roberts | – Adam Cartwright (173 avsnitt, säsong 1-6)                         |
| Dan Blocker     | – Eric ”Hoss” Cartwright (401 avsnitt, säsong 1-13)                 |
| Michael Landon  | – Joseph ”Little Joe” Francis Cartwright (416 avsnitt, säsong 1-14) |
| Ray Teal        | – Sheriff Roy Coffee (98 avsnitt, säsong 2-13)                      |
| David Canary    | – ”Candy” Canaday (91 avsnitt, säsong 9-14)                         |
| Victor Sen Yung | – Hop Sing (107 avsnitt, säsong 1-14)                               |
| Mitch Vogel     | – Jamie Hunter Cartwright (45 avsnitt, säsong 10-14)                |
| Tim Matheson    | – Griff King (9 avsnitt, säsong 14)                                 |
| Bing Russell    | – Vicesheriff Clem Foster (57 avsnitt, säsong 4–6, 8–14)            |
| Guy Williams    | – Will Cartwright (5 avsnitt, säsong 5)                             |
| Lou Frizzell    | – Dusty Rhodes (11 avsnitt, säsong 11–13)                           |
| Barry Coe       | – Clay Stafford                                                     |

## Produktion
När serien började visas på NBC var huvudrollsinnehavarna okända namn, men blev snart välkända för tv-publiken i USA. Även om handlingen utspelar sig i Nevada spelades större delen av serien in på Paramount Studios i Hollywood. Serien hotades av nedläggning redan efter första säsongen, men räddades av att NBC:s dåvarande ägare RCA var måna om att sälja apparater med färg-tv: Bröderna Cartwright var då en av få serier att filmas i färg.

### Tv-filmer och uppföljare
Tre tv-filmer, liksom försök att fortsätta med en "nästa generation", har gjorts men utan att uppnå samma framgång som originalet.

## Visning i Sverige
I Sverige visades serien på Sveriges Television fram till 1967 och har därefter gått i repris flera gånger.

## DVD-utgivning
Sedan 2009 har ett antal avsnitt släppts på DVD i USA och i övriga världen, liksom i Sverige. Det är sådana avsnitt som i USA är ”public domain”. Det har även givits ut boxar med ett urval av avsnitt. I Tyskland har serien sedan flera år tillbaka getts ut med engelskspråkigt tal och även dubbad till tyska av Alive (säsong 1–7). 
En nyrelease av serien av Studio Canal (som förvärvat rättigheterna till serien) gjordes i Tyskland med säsong 1-7 sänt under 2011-2012. En samlingsbox med säsong 1-7 släpptes den 6 december 2012. Under 2013 släpptes de resterande säsongerna 8-14. (I tabellen anges endast den senaste releasen i Tyskland). CBS/Paramount släppte säsong 1:1 och 1:2 den 15 september 2009 i USA. 
Soulmedia släppte de två första boxarna av "den officiella" säsong 1 i Sverige genom Pan Vision under hösten 2010. Sista boxarna med säsong 1 släpptes i april 2011. 
I USA påbörjades utgivningen av den officiella utgåvan av Bröderna Cartwright (Bonanza) 2009.
| Säsong      | Avsnitt | Releasedatum Region 1           | Releasedatum Sverige          | Releasedatum Tyskland |
| ----------- | ------- | ------------------------------- | ----------------------------- | --------------------- |
| Säsong 1    | 32      | 15 september 2009               | 20 oktober 2010 27 april 2011 | 8 december 2011       |
| Säsong 2    | 34      | 7 december 2010 11 oktober 2011 |                               | 16 februari 2012      |
| Säsong 3    | 34      | 17 juli 2012                    |                               | 19 april 2012         |
| Säsong 4    | 34      | 2 oktober 2012                  |                               | 21 juni 2012          |
| Säsong 5    | 34      | 12 februari 2013                |                               | 23 augusti 2012       |
| Säsong 6    | 34      | 9 juli 2013                     |                               | 18 oktober 2012       |
| Säsong 7    | 33      | 2 september 2014                |                               | 1 november 2012       |
| Säsong 8    | 34      | 2 juni 2015                     |                               | 24 januari 2013       |
| Säsong 9    | 34      | 21 februari 2013                |                               | December 2, 2014      |
| Säsong 10   | 30      | 18 april 2013                   |                               |                       |
| Säsong 11   | 28      | 27 oktober 2020                 |                               |                       |
| Säsong 12   | 28      | 23 maj 2023                     |                               | 1 augusti 2013        |
| Säsong 13   | 26      | 23 maj 2023                     |                               | 2 oktober 2013        |
| Säsong 14   | 16      | 23 maj 2023                     |                               | 21 november 2013      |
| Säsong 1-7  |         |                                 |                               | 6 december 2012       |
| Säsong 8-14 |         |                                 |                               | 5 december 2013       |
| Säsong 1-14 | 431     | 23 maj 2023                     |                               |                       |

### Fotnoter
1. 1 2  ””Bröderna Cartwright”-stjärna död”. Svenska dagbladet. 26 januari 2010. http://www.svd.se/broderna-cartwright-stjarna-dod. Läst 17 juni 2016.
2. 1 2 3  Cohn, Paulette (24 maj 2009). ”‘Bonanza’, a 1960s TV Show Ahead of the Times” (på engelska). americanprofile.com. American Profile. https://americanprofile.com/articles/bonanza-1960s-tv-show/. Läst 1 februari 2022.
3. 1 2 3 4  Holabird (4 april 2011). ”Bonanza Television Show” (på engelska). www.onlinenevada.org. Nevada Humanities. Arkiverad från originalet den 8 mars 2021. https://web.archive.org/web/20210308104217/https://www.onlinenevada.org/articles/bonanza-television-show. Läst 1 februari 2022.